# Zwangsvollstreckungsrecht
Das Zwangsvollstreckungsrecht ist ein Rechtsgebiet, das sich mit der Anwendung staatlicher Gewalt zur Durchsetzung privatrechtlicher Ansprüche des Gläubigers gegen den Schuldner auf Grundlage eines vollstreckbaren Titels befasst (Beitreibung). Zwangsvollstreckung ist damit die mit den Machtmitteln des Staates (Hoheitsakt) erzwungene Rechtsdurchsetzung zur Befriedigung eines Anspruches.
Zur Rechtslage in einzelnen Ländern:
- für Deutschland siehe: Zwangsvollstreckungsrecht (Deutschland)
- für Österreich siehe: Exekution
- für die Schweiz siehe: Betreibung, Schuldbetreibungs- und Konkursrecht